# Messerschmitt Me 321
Il Messerschmitt Me 321 Gigant era un aliante da trasporto tattico sviluppato dall'azienda tedesca Messerschmitt AG nei primi anni quaranta.
Capace di trasportare 130 soldati in tenuta d'assalto, oppure un singolo carro Panzer IV, venne utilizzato dalla Luftwaffe nel corso della seconda guerra mondiale.

## Storia del progetto

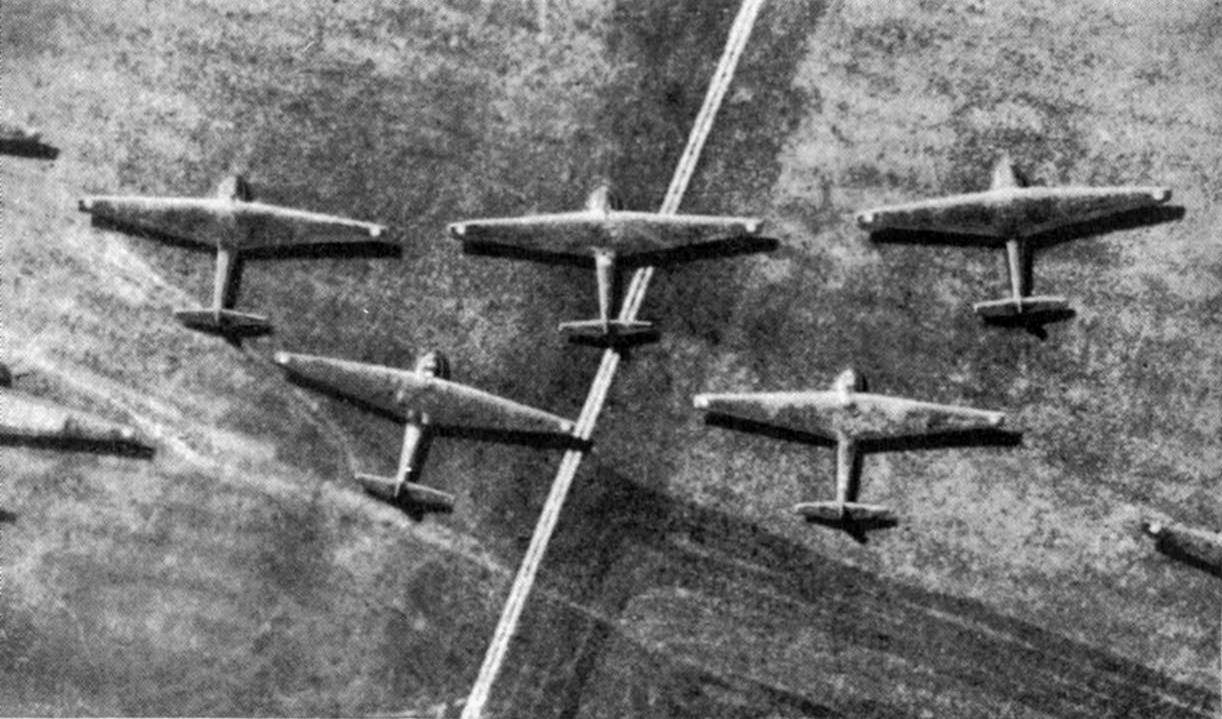
Fotografia aerea di alcuni Me 321 in sosta in un aeroporto tedesco (1942).

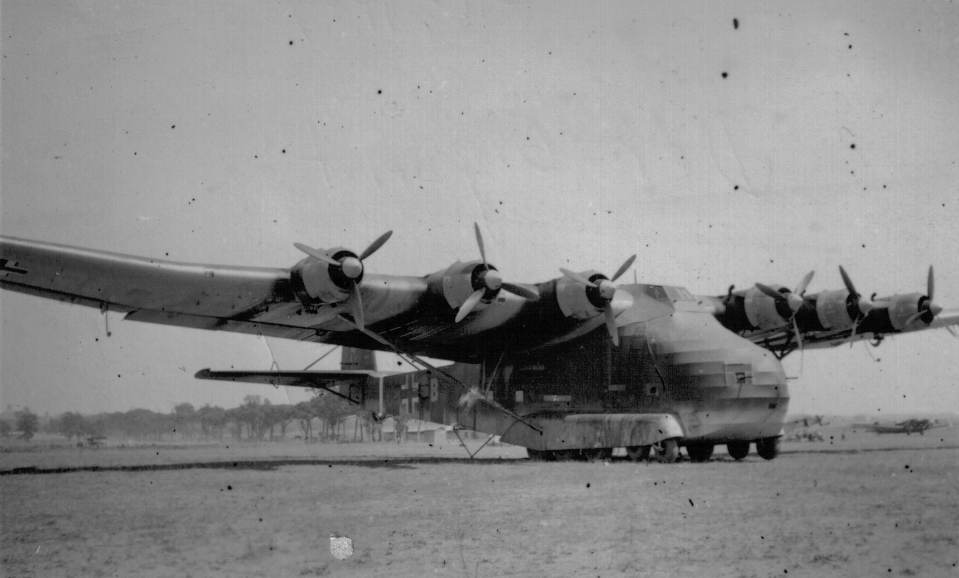
Il Messerschmitt Me 323 versione motorizzata del Me 321

Durante la preparazione dell'invasione dell'Inghilterra nella seconda guerra mondiale, nota come operazione Leone marino (Unternehmen Seelöwe), l'Alto Comando dell'Esercito tedesco (Oberkommando des Heeres - OKH) richiese un aliante da trasporto strategico in grado di contenere circa 130 soldati pienamente equipaggiati in quanto le navi (data la sproporzione tra la flotta britannica e quella tedesca) non erano in grado di assolvere pienamente tale compito. Inoltre, gli alianti cargo erano importanti per stabilire delle teste di ponte in brevissimo tempo. La cattura del Forte di Eben-Emael fu, per il comando germanico, la prova che gli alianti erano cruciali in tali scenari.
Il Me 321, effettuò il primo volo nel febbraio 1941 e risultò essere così pesante che fu necessario utilizzare tre caccia Messerschmitt Bf 110 per trainarlo (la configurazione assunta in volo era detta Troikaschlepp), cosa che comportava uno spreco di aerei molto preziosi per il combattimento e molto pericolosa per la possibilità di incidenti in volo. Nel 1942 si provò a trainare l'aliante con un'apposita variante (la Z) dell'He 111.
Fu sperimentata una versione del Me 321 con 4 motori, che volò per la prima volta nell'aprile 1942, mostrando un rapporto peso/spinta insufficiente. Quindi fu sviluppata la variante Me 323 questa volta con sei motori da 895 kW, che risultò il più grande aereo basato a terra della seconda guerra mondiale.

## Versioni
Me 321 A-1
prima versione realizzata, 2 membri di equipaggio, disarmata.
Me 321 B-1
versione armata del A-1, 3 membri di equipaggio, caratterizzata da postazioni difensive dotate da 2 a 4 MG 15 da 7,92 mm.

## Utilizzatori
Germania
- Luftwaffe